# Salar de la Isla
Salar de la Isla är en saltslätt i Chile.   Den ligger i regionen Región de Atacama, i den norra delen av landet, 900 km norr om huvudstaden Santiago de Chile.